# Zell am Pettenfirst
Zell am Pettenfirst là một đô thị thuộc huyện Vöcklabruck thuộc bang Oberösterreich, Áo. Đô thị Zell am Pettenfirst có diện tích 14 km², dân số thời điểm năm 2006 là 1209 người.